# Tubal
Tubal (ebraică תובל or תבל pronunție în ebraică [tuˈbal]) (georgiană ტუბალი) este în Geneza 10 ("Tabelul Națiunilor"), a fost numele  unui fiu al lui Iafet, fiul lui Noe.
EL este în general văzut ca strămoșul următoarelor grupuri etnice: Tabali, CIrcasieni, Cimmerieni?* (disputat),Georgieni, Armeni, Azerbaijeni, Basci, Iberici (include Spanioli si Portughezi), Italici,Irlandezi?*, Italieni* (unii), Venețieni (cel mai probabil) și popoarele inrudite